# ميخائيل باس
ميخائيل باس (بالإنجليزية: Michael Buss)‏ هو محام بالقضاء العالي أسترالي، ولد في 4 يونيو 1955.